# 11 novembre 1911
Le samedi 11 novembre 1911 est le 315e jour de l'année 1911.

## Naissances
- Abdel Moneim Wahby (mort le 8 mai 1988), joueur de basket-ball égyptien
- Aleksandr Maximovitch Berkoutov (mort le 26 janvier 1962), pilote de chasse et as soviétique
- Alfred Fane Peers Fane (mort le 18 juillet 1942), Pilote automobile britannique
- Antonio Casas (mort le 14 février 1982), acteur espagnol
- Caleb Gattegno (mort le 28 juillet 1988), pédagogue et mathématicien égyptien
- François Fauck (mort en 1979), peintre français
- Gordon Pettinger (mort le 12 avril 1986), joueur professionnel canadien de hockey sur glace
- Hans Bothmann (mort le 4 avril 1946), criminel de guerre allemand
- Juliette Dubois (morte le 21 décembre 1990), personnalité politique française
- Luigi Broglio (mort le 14 janvier 2001), ingénieur italien
- Martha Genenger (morte le 1er août 1995), nageuse allemande
- Noh Cheonmyeong (morte en 1957), poète sud-coréenne
- Patric Knowles (mort le 23 décembre 1995), acteur britannique
- Philippe de Scitivaux (mort le 10 août 1986), militaire français
- Roberto Matta (mort le 23 novembre 2002), peintre chilien
- Va'ai Kolone (mort le 20 avril 2001), homme politique samoan

## Décès
- Achille Araud (né le 11 novembre 1847), prêtre catholique puis pasteur protestant français
- Charles-Bonaventure-François Theuret (né le 26 mars 1822), évêque catholique français

## Événements
- Création du club de football Hearts of Oak Sporting Club
- Ultimatum russe au majlis d'Iran avec l'accord britannique pour exiger le renvoi du trésorier général Morgan Shuster[1]